# Kwaliteitscirkel van Deming

Engelse demingcirkel

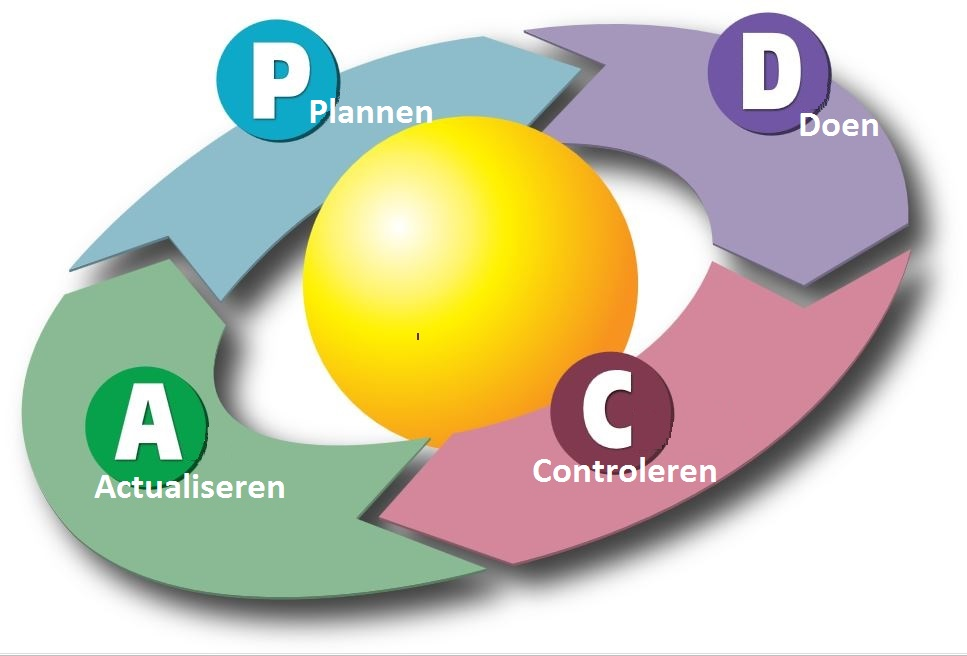
Nederlandse vertaling

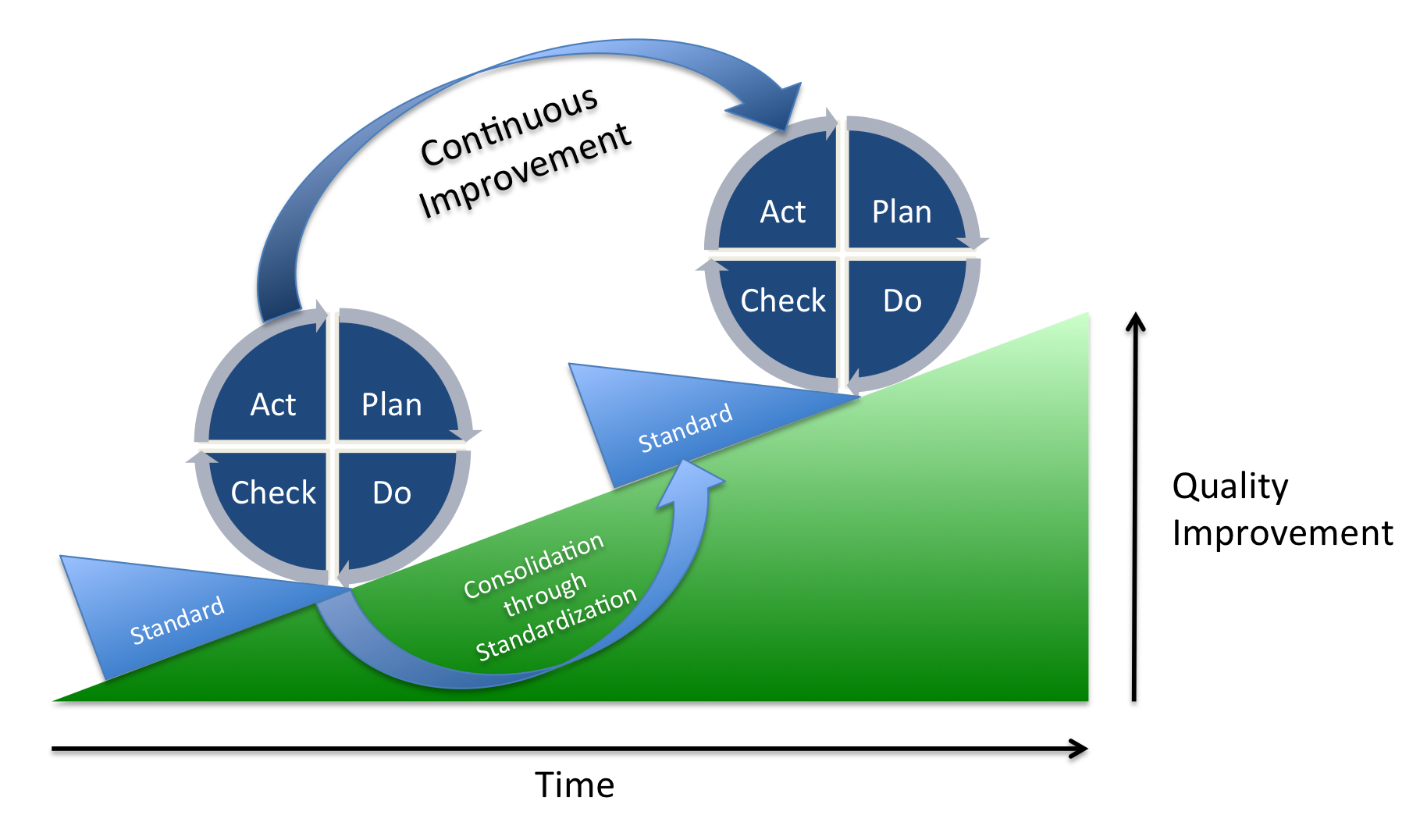
Deming PDCA circle met borging

De kwaliteitscirkel van Deming is een creatief hulpmiddel voor kwaliteitsmanagement en probleemoplossing ontwikkeld door William Edwards Deming.
De cirkel beschrijft vier activiteiten die op alle verbeteringen in organisaties van toepassing zijn. De vier activiteiten zorgen voor een betere kwaliteit. Het cyclische karakter garandeert dat de kwaliteitsverbetering continu onder de aandacht is. De indeling komt voort uit het wetenschappelijke proces zoals dat door Francis Bacon (Novum Organum, 1620) werd geformuleerd: hypothese - experiment - evaluatie.
De vier activiteiten in de kwaliteitscirkel van Deming zijn:
- PLAN: Kijk naar huidige werkzaamheden en ontwerp een plan voor de verbetering van deze werkzaamheden. Stel voor deze verbetering doelstellingen vast.
- DO: Voer de geplande verbetering uit in een gecontroleerde proefopstelling.
- CHECK: Meet het resultaat van de verbetering en vergelijk deze met de oorspronkelijke situatie en toets deze aan de vastgestelde doelstellingen.
- ACT: Bijstellen aan de hand van de gevonden resultaten bij CHECK.

Kern van deze visie is dat elke medewerker aan een (productie)proces op deze manier in staat is om zijn eigen werkwijze te beoordelen en te verbeteren. De handelingen van de medewerker vormen namelijk een eigen deelproces van het hoger gelegen proces. Management dient de analyse te doen over de hoger gelegen processen, de directie voor de primaire bedrijfsprocessen.
Deze kwaliteitscirkel-methode wordt vaker onbewust impliciet dan bewust expliciet toegepast.
Deming heeft zijn cirkel gebaseerd op de verbetercirkel van de natuurkundige Walter A. Shewhart. Zelf heeft Deming hem ook altijd de shewhart-cirkel of PDSA-cyclus genoemd. Vaak wordt beweerd dat Deming zelf de term 'Study' van Shewhart heeft vervangen door de term 'Check' omdat dit beter aansluit bij de bedoeling van die stap. Dit is onjuist. Die verandering is door een Japanner doorgevoerd. Welke Japanner is onbekend: niemand heeft deze aanpassing opgeëist. Door de aanpassing ontstond de PDCA-cyclus. Het is een belangrijk onderdeel van lean manufacturing en Six Sigma.